# ۳۷ عقاب
۳۷ عقاب یک ستاره است که در صورت فلکی عقاب قرار دارد.